# Hapoel Asjkelon
Hapoel Asjkelon (Hebreeuws: מועדון כדורגל הפועל אשקלון, Moadon Kaduregel Hapoel Asjkelon) is een Israëlische voetbalclub uit de stad Asjkelon. De club komt momenteel uit in de Ligat Ha'Al en speelt haar thuiswedstrijden in het Sala Stadion, dat plaats biedt aan ruim 5.000 toeschouwers.

## Historie
De club werd opgericht in 1955 en speelde de eerste decennia in de lagere divisies van het Israëlische voetbal. In het seizoen 1995/96 werden ze kampioen in de Liga Alef Sout en promoveerde zodoende naar de Liga Artzit, destijds het tweede niveau. Het seizoen daarop werden ze weer kampioen en promoveerde Hapoel Asjkelon naar de Liga Leumit, destijds het hoogste niveau. In het debuutseizoen werd echter een laatste plaats behaald, met degradatie als gevolg. In het seizoen 1999/2000 werd de club opnieuw laatste en degradeerde het naar de Liga Artzit, wat het derde niveau was geworden na de oprichting van de Ligat Ha'Al in in 1999. In het seizoen 2004/05 promoveerden ze weer terug.
In 2007 haalde Hapoel Asjkelon de finale van de Israëlische voetbalbeker. De ploeg had de finale bereikt na overwinningen op achtereenvolgens Hapoel Beër Sjeva (2−0), Maccabi HaShikma Ramat Hen (2−0), Hapoel Haifa (2−0), Hapoel Ramat Gan (1−0). Tegenstander in de finale was Hapoel Tel Aviv, waar destijds oud-Standard Luik-speler Salim Toama speelde. Hapoel Tel Aviv bleek uiteindelijk na de penaltyserie met 4−5 te sterk. Ondanks het bekersucces wist de club zich niet te handhaven in de competitie na een-na-laatste plaats.
In de seizoenen die volgden vonden nog enkele promoties en degradaties plaats. In het seizoen 2015/16 won de club de Toto Cup van de Leumit Liga na een 1−0 overwinning op MS Asjdod in de finale. Aan het einde van het seizoen werd de club vicekampioen en keerde hierdoor terug op het hoogste niveau. Maar de jaren daarna ging het weer bergafwaarts met Asjkelon. In 2020 degradeerde men zelfs naar het derde voetbalniveau, de Liga Alef.

## Eindklasseringen vanaf 2000
| Seizoen | Competitie     | Niveau | Eindstand | Beker        | Opmerking                          |
| ------- | -------------- | ------ | --------- | ------------ | ---------------------------------- |
| 1999/00 | Liga Leumit    | II     | 10        | 8e finale    |                                    |
| 2000/01 | Liga Artzit    | III    | 5         | 8e finale    |                                    |
| 2001/02 | Liga Artzit    | III    | 5         | 7e ronde     |                                    |
| 2002/03 | Liga Artzit    | III    | 6         | 7e ronde     |                                    |
| 2003/04 | Liga Artzit    | III    | 3         |              |                                    |
| 2004/05 | Liga Artzit    | III    | 1         | halve finale |                                    |
| 2005/06 | Liga Leumit    | II     | 8         | 9e ronde     |                                    |
| 2006/07 | Liga Leumit    | II     | 11        | Finale       | < Hapoel Tel Aviv FC: 1-1 (4-5 ns) |
| 2007/08 | Liga Artzit    | III    | 4         | 7e ronde     |                                    |
| 2008/09 | Liga Artzit    | III    | 2         | 8e finale    |                                    |
| 2009/10 | Liga Leumit    | II     | 2         | 8e finale    |                                    |
| 2010/11 | Ligat Ha'Al    | I      | 15        | 8e finale    |                                    |
| 2011/12 | Liga Leumit    | II     | 9         | 7e ronde     |                                    |
| 2012/13 | Liga Leumit    | II     | 13        | 8e finale    |                                    |
| 2013/14 | Liga Leumit    | II     | 15        | 7e ronde     |                                    |
| 2014/15 | Liga Alef      | III    | 1         | 8e finale    |                                    |
| 2015/16 | Liga Leumit    | II     | 2         | kwartfinale  |                                    |
| 2016/17 | Ligat Ha'Al    | I      | 12        | 8e finale    |                                    |
| 2017/18 | Ligat Ha'Al    | I      | 13        | 8e ronde     |                                    |
| 2018/19 | Liga Leumit    | II     | 6         | 7e ronde     |                                    |
| 2019/20 | Liga Leumit    | II     | 16        | 8e ronde     |                                    |
| 2020/21 | Liga Alef-Zuid | III    | 8         | 8e ronde     |                                    |
| 2021/22 | Liga Alef-Zuid | III    | 18        | 5e ronde     |                                    |
| 2022/23 | Liga Bet       | IV     | .         |              |                                    |

## Bekende (oud-)spelers
| - Jürgen Colin - Davit Kizilasjvili - Gianluca Maria - Gastón Sangoy - John de Wolf |